# Simnia arcuata
Simnia arcuata là một loài ốc biển, là động vật thân mềm chân bụng sống ở biển thuộc họ Ovulidae.